# إيلي كروغ
إيلي كروغ (بالنرويجية البوكمول: Eli Krog)‏ هي مترجمة نرويجية، ولدت في 1891، وتوفيت في 1970.